# DTM seizoen 2013
DTM seizoen 2013 is het 14de seizoen van de Deutsche Tourenwagen-Masters, na de hervatting van het kampioenschap in 2000.

## Teams en rijders
Alle teams gebruiken banden van Hankook.
| Fabrikant     | Auto                     | Team                | No. | Rijders            |
| ------------- | ------------------------ | ------------------- | --- | ------------------ |
| Audi          | Audi A5 DTM              | Abt Sportsline      | 11  | Mattias Ekström    |
| Audi          | Audi A5 DTM              | Abt Sportsline      | 12  | Jamie Green        |
| Audi          | Audi A5 DTM              | Audi Sport Team Abt | 23  | Timo Scheider      |
| Audi          | Audi A5 DTM              | Audi Sport Team Abt | 24  | Adrien Tambay      |
| Audi          | Audi A5 DTM              | Phoenix Racing      | 20  | Miguel Molina      |
| Audi          | Audi A5 DTM              | Phoenix Racing      | 19  | Mike Rockenfeller  |
| Audi          | Audi A5 DTM              | Team Rosberg        | 6   | Filipe Albuquerque |
| Audi          | Audi A5 DTM              | Team Rosberg        | 5   | Edoardo Mortara    |
| BMW           | BMW M3 DTM               | BMW Team MTEK       | 22  | Timo Glock         |
| BMW           | BMW M3 DTM               | BMW Team MTEK       | 21  | Marco Wittmann     |
| BMW           | BMW M3 DTM               | BMW Team RBM        | 7   | Augusto Farfus     |
| BMW           | BMW M3 DTM               | BMW Team RBM        | 8   | Joey Hand          |
| BMW           | BMW M3 DTM               | BMW Team RMG        | 16  | Andy Priaulx       |
| BMW           | BMW M3 DTM               | BMW Team RMG        | 17  | Martin Tomczyk     |
| BMW           | BMW M3 DTM               | BMW Team Schnitzer  | 1   | Bruno Spengler     |
| BMW           | BMW M3 DTM               | BMW Team Schnitzer  | 2   | Dirk Werner        |
| Mercedes-Benz | DTM AMG Mercedes C-Coupé | HWA Team            | 4   | Roberto Merhi      |
| Mercedes-Benz | DTM AMG Mercedes C-Coupé | HWA Team            | 3   | Gary Paffett       |
| Mercedes-Benz | DTM AMG Mercedes C-Coupé | HWA Team            | 9   | Christian Vietoris |
| Mercedes-Benz | DTM AMG Mercedes C-Coupé | HWA Team            | 10  | Robert Wickens     |
| Mercedes-Benz | DTM AMG Mercedes C-Coupé | Mücke Motorsport    | 17  | Daniel Juncadella  |
| Mercedes-Benz | DTM AMG Mercedes C-Coupé | Mücke Motorsport    | 18  | Pascal Wehrlein    |

## Kalender en resultaten
- De race op het Tormocircuit in Valencia en het showevenement in het Olympiastadion van München zijn in 2013 van de kalender afgehaald.
- Nieuw is de race op de Moscow Raceway in Volokolamsk, Rusland.

| No. | Datum        | Circuit        | Winnaar           | Tweede             | Derde              | Poleposition       | Snelste rondetijd  | Winnende team           | Winnende auto            |
| --- | ------------ | -------------- | ----------------- | ------------------ | ------------------ | ------------------ | ------------------ | ----------------------- | ------------------------ |
| 01  | 5 mei        | Hockenheim     | Augusto Farfus    | Dirk Werner        | Christian Vietoris | Timo Scheider      | Augusto Farfus     | BMW Team RBM            | BMW M3 DTM               |
| 02  | 19 mei       | Brands Hatch   | Mike Rockenfeller | Bruno Spengler     | Robert Wickens     | Mike Rockenfeller  | Gary Paffett       | Audi Sport Team Phoenix | Audi RS 5 DTM            |
| 03  | 2 juni       | Red Bull Ring  | Bruno Spengler    | Marco Wittmann     | Timo Glock         | Bruno Spengler     | Marco Wittmann     | BMW Team Schnitzer      | BMW M3 DTM               |
| 04  | 16 juni      | Lausitzring    | Gary Paffett      | Mike Rockenfeller  | Christian Vietoris | Christian Vietoris | Mike Rockenfeller  | EURONICS Mercedes AMG   | DTM Mercedes AMG C-Coupé |
| 05  | 14 juli      | Norisring      | Robert Wickens    | Christian Vietoris | Daniel Juncadella  | Robert Wickens     | Christian Vietoris | HWA Team                | DTM Mercedes AMG C-Coupé |
| 06  | 4 augustus   | Moscow Raceway | Mike Rockenfeller | Mattias Ekström    | Augusto Farfus     | Mike Rockenfeller  | Adrien Tambay      | Audi Sport Team Phoenix | Audi RS 5 DTM            |
| 07  | 18 augustus  | Nürburgring    | Robert Wickens    | Augusto Farfus     | Christian Vietoris | Augusto Farfus     | Pascal Wehrlein    | SITHL Mercedes AMG      | DTM AMG Mercedes C-Coupe |
| 08  | 15 september | Oschersleben   | Augusto Farfus    | Mike Rockenfeller  | Jamie Green        | Bruno Spengler     | Joey Hand          | BMW Team RBM            | BMW M3 DTM               |
| 09  | 29 september | Zandvoort      | Augusto Farfus    | Mike Rockenfeller  | Timo Scheider      | Marco Wittmann     | Marco Wittmann     | BMW Team RBM            | BMW M3 DTM               |
| 10  | 20 oktober   | Hockenheim     | Timo Glock        | Roberto Merhi      | Bruno Spengler     | Bruno Spengler     |                    | BMW Team MTEK           | BMW M3 DTM               |

2000 ·
2001 ·
2002 ·
2003 ·
2004 ·
2005 ·
2006 ·
2007 ·
2008 ·
2009 ·
2010 ·
2011 ·
2012 ·
2013 ·
2014 ·
2015 ·
2016 ·
2017 ·
2018 ·
2019 ·
2020 ·
2021 ·
2022 ·
2023 ·
2024 ·
2025

Lijst van coureurs